# Koningin Elisabethwedstrijd 2007 (voor piano)
De Koningin Elisabethwedstrijd 2007 (voor piano) is de vijftiende editie van de Koningin Elisabethwedstrijd voor piano. Een dwingende voorwaarde tot deelname is de leeftijdsgrens. Men moet minstens 17 jaar oud zijn en geboren zijn na 15 januari 1980 om deel te kunnen nemen aan dit veeleisend concours. Er is geen beperking naar nationaliteit gesteld.
De eerste prijs voor dit concours Grote Internationale Prijs Koningin Elisabeth bedraagt naast € 20 000, talrijke concerten te lande en gegarandeerde cd-opnames.

## Halve finale
De 24 halvefinalisten van de Koningin Elisabethwedstrijd 2007 voor piano, speelden een recital en een concerto van Mozart. Van de vijf Belgen in de competitie stootte de 22-jarige Liebrecht Vanbeckevoort door naar de finale. De andere Belgen: Julien Gernay, Lucas Blondeel, Nikolaas Kende en Philippe Raskin strandden in de halve finales. Er zijn evenveel mannen als vrouwen onder de finalisten.

## Finale

### Organisatie
De finale had plaats van 28 mei tot 2 juni 2007 in het Paleis voor Schone Kunsten te Brussel. Elke avond traden twee finalisten op. De begeleiding van het plichtwerk en het concerto nam het Nationaal Orkest van België o.l.v. Gilbert Varga voor zijn rekening.
Elke finalist vertolkt:
- Een sonate voor piano te kiezen uit een door de jury voorgestelde lijst te kiezen uit een werk van Ludwig van Beethoven, Joseph Haydn, Wolfgang Amadeus Mozart of Franz Schubert.
- Een onuitgegeven speciaal voor deze wedstrijd geschreven werk met orkestbegeleiding, dat bekroond werd op de Internationale Koningin Elisabethwedstrijd voor compositie 2007. Het reglement bepaalt dat de componist niet ouder mag zijn dan 40 jaar. Het plichtwerk voor de finale, "La luna y la muerte" geïnspireerd op een gedicht van Federico Garcia Lorca, is de winnende compositie voor piano en symfonieorkest van de hand van de Spanjaard Miguel Gálvez-Taroncher. De jury koos dit onuitgegeven werk uit 150 ingezonden partituren. Er is een geldprijs van € 10 000 aan verbonden.
- Een pianoconcerto naar keuze (maximumduur van één uur). In het verleden koos men veelal voor het eerste pianoconcerto van Pjotr Iljitsj Tsjaikovski. In dit concours behoorden het derde pianoconcerto van Sergej Rachmaninov (4x) en de concerto's van Sergej Prokofjev (3x) tot de toppers.

### Laureaten van de finale
Tijdens de finale speelden de 12 finalisten naast het plichtwerk, een sonate en een pianoconcerto naar keuze.
- Anna Vinnitskaya speelde het concerto nr 2 in sol mineur opus 16 van Prokofiev
- Plamena Mangova voerde het pianoconcerto nr 2 in A-majeur van Franz Liszt uit
- Francesco Piemontesi speelde het pianoconcerto nr 2 in si bemol majeur opus 83 van Johannes Brahms
- Ilya Rashkovkiy voerde het pianoconcertot nr 3 in re mineur opus 30 van Rachmaninov uit
- Hyo-Sun Lim speelde het pianoconcerto nr 3 in re mineur opus 30 van Rachmaninov uit
- Liebrecht Vanbeckevoort voerde het pianoconcerto nr 3 in ut majeur opus 26 van Prokofiev uit
- François Dumont speelde het pianoconcerto nr 1 in si bemol mineur opus 23 van Tsjaikovksi uit
- Hisako Kawamura voerde het pianoconcerto nr 1 in mi mineur opus 11 van Chopin uit
- Stanislav Khegai speelde het pianoconcerto nr 3 in re mineur opus 30 van Rachmaninov uit
- Miyeon Lee voerde het pianoconcerto nr 5 in mi bemol majeur opus 73 van Ludwig van Beethoven uit
- Mariangela Vacatello speelde het pianoconcerto nr 3 in ut majeur opus 26 van Prokofiev uit
- Hong-Chun Youn voerde het pianoconcerto nr 3 in re mineur opus 30 van Rachmaninov uit

### Rangschikking
De eerste 6 laureaten zijn:
1. Anna Vinnitskaja (Rusland) 1ste Prijs; Grote Internationale Prijs Koningin Elisabeth, Prijs van Koningin Fabiola, 2007
2. Plamena Mangova (Bulgarije) 2de Prijs; Prijs van de Belgische Federale Regering
3. Francesco Piemontesi (Zwitserland) 3de Prijs; Prijs van Graaf de Launoit
4. Ilja Rasjkovski (Rusland) 4de Prijs; Prijs van de Belgische Gemeenschappen
5. Hyo-Sun Lim (Zuid-Korea) 5de Prijs; Prijs van het Brussels Hoofdstedelijk Gewest
6. Liebrecht Vanbeckevoort (België) 6de Prijs; Prijs van de Stad Brussel

De volgende 6 in alfabetische volgorde zijn:
- Stanislav Chegaj (Kazachstan)
- François Dumont (Frankrijk)
- Hisako Kawamura (Japan)
- Miyeon Lee (Zuid-Korea)
- Mariangela Vacatello (Italië)
- Hong-Chun Youn (Zuid-Korea)

## Nabeschouwing
De examencommissie koos voor musici die uitmuntten in hun standvastigheid. Deze editie bevestigt het atletisch imago van de wedstrijd. De pers loofde de keuze van de jury waarbij zij twee sterke vrouwen terecht bovenaan te lieten eindigen. Liebrecht Vanbeckevoort had meer dan recht op een zesde laureatenplaats.